# 최동열 (시인)

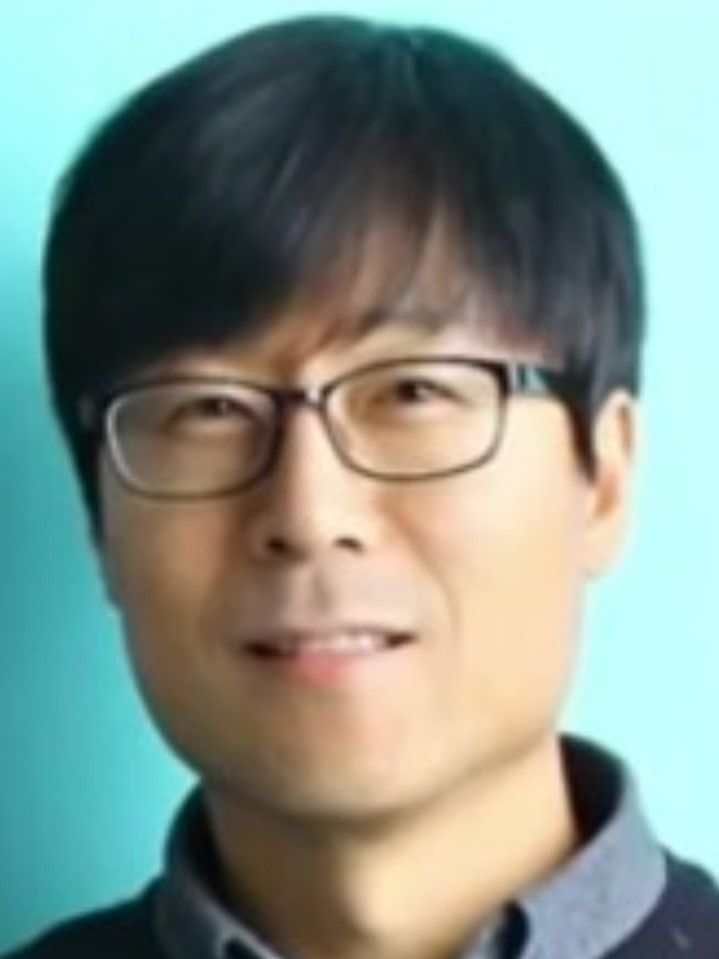
최동열시인

최동열은 대한민국의 시인, 교육자이다. 현재 세종미래교육연구소 대표이자 고등학교 교사로 재직 중이며, 대전교육정책연구 자문위원 및 대전교육연수원 책쓰기 지도 강사로 활동하고 있다.
그는《신문예》 신인문학상 수상을 통해 문단에 등단하였으며, 제10회 하이데거문학상 본상, 대전문인협회 2024 올해의 작가상, 법무부 장관상, 교육감상 등을 수상하였다.
학력 및 경력 면에서는 충남대학교 경제학과를 졸업하고 공주대학교 대학원에서 교육사회학을 전공하여 교육학 석사 학위를 받았고, 충남대학교 교육대학원을 졸업한 전문석사이다. 교육인적자원부 현장자문위원, 국가인권위원회 교과서 인권분야 검토 모니터단 위원, 고등학교 학력평가 모의고사 출제위원, 검정고시 출제위원, 공무원시험 출제위원, 사립교원임용 출제위원 및 평가위원 등으로 활동한 경력이 있다.
시집으로는 『미술관에 불을 끄지 말아요』, 『바람이 속삭이는 말』, 『통찰의 느낌표』 등이 있으며, 교육 관련 공저로는《인권교육탐구》, 《사회과교육과 수업탐구》, 《법교육의 이론과 실제》 등이 있다. 교육관련 기고로《대전교육정책연구소 교육동향 53호》에 기초학력보장에 대한 교육집필이 수록되어 있다.
문학기고로는 《한국 현대시를 빛낸 시인들》, 《인사동 시인들》, 《2018 명시선》, 《그냥 슬퍼요》, 《2019 마음의 평안을 주는 시》, 《2020 한강의 미학》, 《2025 마음에 평안을 주는 시와 산문》, 《고양이 콜라보레이션》, 《사유의 폭풍》, 《절규의 사계》, 《생각의 바다》, 《아름다운 구속》, 《따로 또 같이》, 《새로운 시대를 갈망하며》, 《문학공간》, 《대전문학》, 《시산맥》, 《월간문학》, 《대전문학 연구총서》, 《갈라파고스의 달빛》, 《한국문학인》, 《월간 신문예》, 《아태문인협회 사화집》 등 전국 문예지와 시선집에 다수의 시가 수록되어 있다.
시 창작 및 감정 치유, 인권 교육 등의 주제로 강연 활동도 활발히 진행 중이다. 주요 강연 이력으로는 꿈나래교육원 인문학 특강, 세미소 대화학교 시인 초청 강연, 사이코드라마학회 시인 초청 강연회, 대안학교 시 창작 특강, 고등학생 심리 정서지원 프로그램(시를 통한 감정치유)강연 등이 있다.
문화체육관광부 예술인복지법 제2조에 따른 신진예술인(문학 부문) 예술활동증명을 완료하였으며, 정교사 1급 자격증 외에도 독서논술지도사 1급, 노인문학활동지도사 1급, 심리상담사, 가족심리상담사, 미술심리상담사, 도형심리상담사, 진로코칭지도사, 자기주도학습지도사 등의 자격을 보유하고 있다. 또한 (사)부스러기사랑나눔회 객원 상담사로 위촉된 바가 있으며, 대전소년원에서 고졸 검정고시 야학지도 및 청소년 상담과 법무부 보호관찰위원으로 자원봉사 상담 활동을 수행한 사실이 있다.

## 수상
- 월간신문예 신인문학상, 제10회 하이데거문학상 본상, 대전문인협회 2024년도 올해의 작가상, 법무부장관상, 교육감상 6회 등을 수상했다.

## 경력, 자격증, 기타
- 교육인적자원부 현장자문위원, 국가인권위원회 교과서인권분야검토 모니터단 위원, 한국교원총연합회 자문위원을 역임했다.
- 고등학교 학력평가 출제위원, 검정고시 출제위원, 공무원시험 출제위원, 사립교원임용 출제위원 및 평가위원으로 활동한 경력이 있다.
- 일반사회교과연구회 회장, 논술교육팀장으로 활동했었다.
- 봉사활동으로 대전소년원에서 고졸검정고시 야학지도, 청소년 상담을 했고 법무부에서 보호관찰위원으로 자원봉사활동을 했다.
- (사)부스러기사랑나눔회 온마음심리상담센터 객원상담사로 위촉되었다.
- 자격증으로 정교사자격증1급, 독서논술지도사1급, 노인문학활동지도사1급, 심리상담사, 가족심리상담사, 미술심리상담사, 도형심리상담사, 진로코칭지도사, 자기주도학습지도사 등을 취득했다.
- 예술인복지법 제2조에 의한 예술활동증명(신진예술인 문학부문)을 완료했다.
- 현재 대전교육정책연구 자문위원 및 대전교육연수원 책쓰기 지도 강사로 활동하고 있다.

## 강연회
- 강연회로 시창작, 시와 감정치유, 인권교육 등이 있다. 꿈나래교육원 인문학 특강, 세미소 대화학교 시인초청 강연, 사이코드라마학회 시인초청강연회, 수업개방 문학창작교육, 대안학교 학생 시창작 특강, 고등학생 심리 정서지원 프로그램(시를 통한 감정치유)등에서 강연하였다.

## 저서(시집)
- 시집으로는 『미술관에 불을 끄지 말아요』, 『바람이 속삭이는 말』, 『통찰의 느낌표』 등이 있다. 문학기고로는 《한국 현대시를 빛낸 시인들》, 《인사동 시인들》, 《2018 명시선》, 《고양이 콜라보레이션》, 《그냥 슬퍼요》, 《2019 마음의 평안을 주는 시》, 《2020 한강의 미학》, 《2025 마음에 평안을 주는 시와 산문》, 《사유의 폭풍》, 《아름다운 구속》, 《따로 또 같이》, 《새로운 시대를 갈망하며》, 《절규의 사계》, 《생각의 바다》, 《갈라파고스의 달빛》,《월간 신문예》, 《아시아태평양문인협회 사화집》, 《문학공간》, 《한국문학인》, 《대전문학》, 《시산맥》, 《월간문학》, 《대전문학 연구총서(책속의 책)》등 전국 문예지와 시선집에 다수의 작품이 수록되어 있다.

## 저서(교육)
- 교육도서 공동저자로 인권교육탐구, 사회과교육과 수업탐구, 법교육의 이론과 실제 등이 있다.
- 교육관련 기고로《대전교육정책연구소 교육동향 53호》에 기초학력보장에 대한 교육집필이 수록되어 있다.